# Organisation arabe des droits humains

Monde arabe.

L'Organisation arabe des droits de l'homme (OADH) (en anglais : Arab Organization for Human Rights (AOHR) ; en arabe : المنظمة العربية لحقوق الإنسان) est une organisation non gouvernementale (ONG) qui agit sur les questions des droits de l'homme (droit humains) dans le monde arabe. Elle a été fondée par une résolution adoptée en 1983 à Hammamet en Tunisie. Burhan Ghalioun fait partie de ses fondateurs.
Son assemblée générale se tient tous les trois ans, tandis que son conseil d'administration composé de 25 membres se réunit chaque année. 20 membres sont élus et 5 membres sont nommés par l'OADH. Son siège actuel est au Caire, en Égypte.

## Présentation
Œuvrer au respect des droits de l'homme et des libertés fondamentales de tous les citoyens et individus des pays arabes conformément à ce que prévoient les instruments internationaux des droits de l'homme; défendre tout individu ou groupe dont les droits humains seraient sujets à des violations contraires à la Déclaration universelle des droits de l'homme, la Convention Internationale relative aux droits économiques, sociaux et culturels et la Convention Internationale relative aux droits civils et politiques; œuvrer, indépendamment des considérations politiques, à l'obtention de la libération des personnes détenues ou incarcérées, et demander secours et assistance pour les personnes dont les libertés se voient restreintes par quelque manière que ce soit, ou sujettes à des contraintes en tous genres en raison de leur foi ou de leurs convictions politiques, ou pour des motifs de race, sexe, couleur ou de langue; s'opposer aux cas de non-application d'un jugement équitable, fournir une assistance légale si nécessaire et dans la mesure du possible; œuvrer à l'amélioration des conditions des prisonniers politiques; lutter pour l'obtention de l'amnistie des personnes jugées pour des motifs politiques.

### Sources et bibliographie
- (en) Cet article est partiellement ou en totalité issu de l’article de Wikipédia en anglais intitulé « Arab Organization for Human Rights » (voir la liste des auteurs).
- Dina El-Khawaga, « Les droits de l'homme en Égypte : Dynamiques de relocalisation d'une référence occidentale », Égypte/Monde arabe, nos 30-31 « Les visions de l’Occident dans le monde arabe »,‎ 1997, p. 231-250 (lire en ligne, consulté le 15 mai 2015)

http://ngo-db.unesco.org/r/or/fr/1100026598